# Collegio elettorale di Cascina (Camera dei deputati)
Il collegio di Cascina fu un collegio elettorale uninominale della Repubblica Italiana per l'elezione della Camera dei deputati. Apparteneva alla circoscrizione Toscana e fu utilizzato per eleggere un deputato nella XII, XIII e XIV legislatura.
Venne istituito nel 1993 con la cosiddetta Legge Mattarella (Legge n. 277, Nuove norme per l'elezione della Camera dei deputati), attuata in seguito al referendum abrogativo del 1993. La legge istituì per la Camera dei deputati e per il Senato della Repubblica un sistema di elezione misto, in parte maggioritario e in parte proporzionale. Il 75% dei parlamentari dell'assemblea veniva eletto in collegi uninominali tramite sistema maggioritario a turno unico; il restante 25% alla Camera veniva eletto tramite sistema proporzionale con liste bloccate.
Il collegio venne abolito insieme a tutti gli altri che costituivano la Camera con la promulgazione della legge elettorale successiva, la cosiddetta Legge Calderoli. Questa prevedeva un sistema proporzionale con premio di maggioranza, che alla Camera veniva attribuito a livello nazionale.

## Territorio
Il collegio di Cascina era uno dei 29 collegi uninominali in cui era suddivisa la Toscana e, come previsto dal D.Lgs. del 20 dicembre 1993 n. 536, era interamente compreso nella provincia di Pisa e comprendeva i seguenti comuni: Bientina, Buti, Calcinaia, Cascina, Castelfranco di Sotto, Montopoli in Val d'Arno, San Miniato, Santa Croce sull'Arno, Santa Maria a Monte e Vicopisano.

## Eletti
| Elezione | Elezione | Deputato                    | Partito            |
| -------- | -------- | --------------------------- | ------------------ |
|          | 1994     | Maria Gloria Bracci Marinai | Progressisti (PDS) |
|          | 1996     | Alfredo Strambi             | Progressisti (PRC) |
|          | 2001     | Maura Cossutta              | L'Ulivo (PdCI)     |

## Dati elettorali

### XII legislatura

#### Risultati proporzionale
| Coalizioni        | Coalizioni                      | Liste                                 | Liste                              | Voti   | %     |
| ----------------- | ------------------------------- | ------------------------------------- | ---------------------------------- | ------ | ----- |
|                   | Progressisti                    |                                       | Partito Democratico della Sinistra | 36.174 | 37,72 |
|                   | Progressisti                    | Rifondazione Comunista                | 10.943                             | 11,41  |       |
|                   | Progressisti                    | Partito Socialista Italiano           | 2.345                              | 2,45   |       |
|                   | Progressisti                    | Federazione dei Verdi                 | 2.090                              | 2,18   |       |
|                   | Progressisti                    | Movimento per la Democrazia - La Rete | 1.087                              | 1,13   |       |
|                   | Progressisti                    | Alleanza Democratica                  | 881                                | 0,92   |       |
| Totale coalizione | Totale coalizione               | 53.520                                | 55,81                              |        |       |
|                   | Polo delle Libertà              |                                       | Forza Italia                       | 14.587 | 15,21 |
|                   | Polo delle Libertà              | Lega Nord                             | 2.034                              | 2,12   |       |
| Totale coalizione | Totale coalizione               | 16.621                                | 17,33                              |        |       |
|                   | Patto per l'Italia              |                                       | Partito Popolare Italiano          | 7.827  | 8,16  |
|                   | Patto per l'Italia              | Patto Segni                           | 4.864                              | 5,07   |       |
| Totale coalizione | Totale coalizione               | 12.691                                | 13,23                              |        |       |
|                   | Alleanza Nazionale              | Alleanza Nazionale                    | Alleanza Nazionale                 | 9.773  | 10,19 |
|                   | Lista Pannella                  | Lista Pannella                        | Lista Pannella                     | 2.697  | 2,81  |
|                   | Socialdemocrazia per le Libertà | Socialdemocrazia per le Libertà       | Socialdemocrazia per le Libertà    | 427    | 0,45  |
|                   | Insieme per lo Sviluppo         | Insieme per lo Sviluppo               | Insieme per lo Sviluppo            | 174    | 0,18  |
| Totale            | Totale                          | Totale                                | Totale                             | 95.903 |       |

#### Risultati uninominale
|                               | Maria Gloria Bracci Marinai ✔️ Eletta | Progressisti                             | 49 912 | 53,57 |  |  |  |  |  |
|                               | Alberto Barsotti                      | Polo delle Libertà (FI - LN - CCD - UDC) | 20 269 | 21,75 |  |  |  |  |  |
|                               | Michele Parenti                       | Patto per l'Italia                       | 12 000 | 12,88 |  |  |  |  |  |
|                               | Sauro Sartini                         | Alleanza Nazionale                       | 10 992 | 11,80 |  |  |  |  |  |
| Totale                        | Totale                                | Totale                                   | 93 173 | 100   |  |  |  |  |  |
|                               |                                       |                                          |        |       |  |  |  |  |  |
| Fonte: Ministero dell'interno |                                       |                                          |        |       |  |  |  |  |  |

### XIII legislatura

#### Risultati proporzionale
| Coalizioni        | Coalizioni                         | Liste                                     | Liste                              | Voti   | %     |
| ----------------- | ---------------------------------- | ----------------------------------------- | ---------------------------------- | ------ | ----- |
|                   | L'Ulivo                            |                                           | Partito Democratico della Sinistra | 36.448 | 38,65 |
|                   | L'Ulivo                            | Popolari per Prodi (PPI-SVP-PRI-UD-Prodi) | 4.709                              | 4,99   |       |
|                   | L'Ulivo                            | Rinnovamento Italiano                     | 3.197                              | 3,39   |       |
|                   | L'Ulivo                            | Federazione dei Verdi                     | 1.679                              | 1,78   |       |
| Totale coalizione | Totale coalizione                  | 46.033                                    | 48,81                              |        |       |
|                   | Polo per le Libertà                |                                           | Alleanza Nazionale                 | 13.442 | 14,25 |
|                   | Polo per le Libertà                | Forza Italia                              | 12.835                             | 13,61  |       |
|                   | Polo per le Libertà                | CCD-CDU                                   | 4.364                              | 4,63   |       |
| Totale coalizione | Totale coalizione                  | 30.641                                    | 32,49                              |        |       |
|                   | Progressisti                       |                                           | Rifondazione Comunista             | 12.642 | 13,41 |
|                   | Lega Nord                          | Lega Nord                                 | Lega Nord                          | 1.732  | 1,84  |
|                   | Lista Pannella - Sgarbi            | Lista Pannella - Sgarbi                   | Lista Pannella - Sgarbi            | 1.298  | 1,38  |
|                   | Partito Socialista                 | Partito Socialista                        | Partito Socialista                 | 736    | 0,78  |
|                   | Movimento Sociale Fiamma Tricolore | Movimento Sociale Fiamma Tricolore        | Movimento Sociale Fiamma Tricolore | 603    | 0,64  |
|                   | Mani Pulite                        | Mani Pulite                               | Mani Pulite                        | 277    | 0,29  |
|                   | Movimento Autonomista Toscano      | Movimento Autonomista Toscano             | Movimento Autonomista Toscano      | 266    | 0,28  |
|                   | Partito Umanista                   | Partito Umanista                          | Partito Umanista                   | 70     | 0,07  |
| Totale            | Totale                             | Totale                                    | Totale                             | 94.298 |       |

#### Risultati uninominale
|                               | Alfredo Strambi ✔️ Eletto | Progressisti        | 51 773 | 57,82 |  |  |  |  |  |
|                               | Franco Caponi             | Polo per le Libertà | 33 813 | 37,76 |  |  |  |  |  |
|                               | Leo Doria                 | Lega Nord           | 3 957  | 4,42  |  |  |  |  |  |
| Totale                        | Totale                    | Totale              | 89 543 | 100   |  |  |  |  |  |
|                               |                           |                     |        |       |  |  |  |  |  |
| Fonte: Ministero dell'interno |                           |                     |        |       |  |  |  |  |  |

### XIV legislatura

#### Risultati proporzionale
| Coalizioni        | Coalizioni              | Liste                                 | Liste                   | Voti   | %     |
| ----------------- | ----------------------- | ------------------------------------- | ----------------------- | ------ | ----- |
|                   | L'Ulivo                 |                                       | Democratici di Sinistra | 30.775 | 32,13 |
|                   | L'Ulivo                 | La Margherita (Dem - PPI - RI- UDEUR) | 13.035                  | 13,61  |       |
|                   | L'Ulivo                 | Comunisti Italiani                    | 2.469                   | 2,58   |       |
|                   | L'Ulivo                 | Il Girasole (FdV - SDI)               | 1.536                   | 1,60   |       |
| Totale coalizione | Totale coalizione       | 47.815                                | 49,92                   |        |       |
|                   | Casa delle Libertà      |                                       | Forza Italia            | 20.459 | 21,36 |
|                   | Casa delle Libertà      | Alleanza Nazionale                    | 12.083                  | 12,61  |       |
|                   | Casa delle Libertà      | CCD-CDU                               | 2.065                   | 2,16   |       |
|                   | Casa delle Libertà      | Nuovo PSI                             | 790                     | 0,82   |       |
|                   | Casa delle Libertà      | Lega Nord                             | 529                     | 0,55   |       |
| Totale coalizione | Totale coalizione       | 35.926                                | 37,50                   |        |       |
|                   | Rifondazione Comunista  | Rifondazione Comunista                | Rifondazione Comunista  | 6.935  | 7,24  |
|                   | Lista Di Pietro         | Lista Di Pietro                       | Lista Di Pietro         | 2.521  | 2,63  |
|                   | Lista Pannella - Bonino | Lista Pannella - Bonino               | Lista Pannella - Bonino | 1.443  | 1,51  |
|                   | Democrazia Europea      | Democrazia Europea                    | Democrazia Europea      | 917    | 0,96  |
|                   | Comunismo               | Comunismo                             | Comunismo               | 171    | 0,18  |
|                   | Abolizione scorporo     | Abolizione scorporo                   | Abolizione scorporo     | 56     | 0,06  |
| Totale            | Totale                  | Totale                                | Totale                  | 95.784 |       |

#### Risultati uninominale
|                               | Maura Cossutta ✔️ Eletta  | L'Ulivo            | 54 594 | 57,49 |  |  |  |  |  |
|                               | Carlo Brotini             | Casa delle Libertà | 33 441 | 35,22 |  |  |  |  |  |
|                               | Antonio Salvatore Cassone | Lista Di Pietro    | 2 846  | 3,00  |  |  |  |  |  |
|                               | Vinicio Simonelli         | Democrazia Europea | 2 277  | 2,40  |  |  |  |  |  |
|                               | Paolo Ugolini             | Lista Emma Bonino  | 1 804  | 1,90  |  |  |  |  |  |
| Totale                        | Totale                    | Totale             | 94 962 | 100   |  |  |  |  |  |
|                               |                           |                    |        |       |  |  |  |  |  |
| Fonte: Ministero dell'interno |                           |                    |        |       |  |  |  |  |  |